# Q циклус
Q циклус (назван по кинолу) описује серију реакција које настају као секвенцијална оксидација и редукција липофилног носача електрона коензима Q (CoQ)  између облика убихинола и убихинона, и могу довести до нето кретања протона кроз двослој липида. (у митохондријама кроз унутрашњу митохондријалну мембрану).
Назив Q циклус први је предложио Питер Д. Мичел, мада је модификована верзија Мичелове оригиналне шеме сада прихваћена као механизам којим Комплекс III помера протоне (или како комплекс III доприноси биохемијском стварању протона или пХ, градијента, који се користи за биохемијско стварање аденозин-трифосфата (АТР).
Прва реакција Q циклус  је 2-електронска оксидација убихинола помоћу два оксиданса, c1 (Fe3+) и убихинона:
CoQH2 + цитохром c1 (Fe3+) + CoQ' → CoQ + CoQ'−• + цитохром  c1 (Fe2+) + 2 H+ (интермембрански)
Друга реакција циклуса укључује 2-електронску оксидацију другог убихинола помоћу два оксиданса, свежег c1 (Fe3+)  и  CoQ'−• произведеног у првом кораку:
CoQH2 + цитохром  c1 (Fe3+) + CoQ'−• + 2 H+ (матрикс)→ CoQ + CoQ'H−2 + цитохром  c1 (Fe2+) + 2 H+ (интермембрански)
Ове нето реакције су посредоване медијаторима преноса електрона, укључујући Rieske 2Fe-2S  кластер (шант на c1) и cb (шант на CoQ' и касније на CoQ'−•)
У хлоропластима се слична реакција врши са пластохиноном у цитохром b6f комплексу.

## Процес
Рад модификованог Q циклуса у комплексу III резултира редукцијом цитокрома c, оксидацијом убихинола у убихинон и трансфером четири протона у интермембрански простор, по двоциклусном процесу.
Убихинол (QH2) се везује за Qo  место комплекса III преко водоничне везе за His182  Риеске гвожђе-сумпор протеина и Glu272 цитокрома б. Убихинон (Q), заузврат, везује  Qi  место комплекса III. Убихинол се дивергентно оксидира (даје по један електрон)  Риеске гвожђе-сумпор (FeS) протеину и доводи до  bLхема. Ова реакција оксидације производи пролазни семихинон пре потпуне оксидације у убихинон, који затим напушта  Qo место комплекса III.
Пошто је добио један електрон из убихинола, FeS протеин се ослобађа од свог даваоца електрона и може да мигрира у подјединицу цитокрома ц1. FeS протеин' затим донира свој електрон цитохрому  c1, смањујући његову везану хем групу. Електрон се одатле преноси на оксидовани молекул цитокрома  c који је споља везан за комплекс III, који се затим одваја од комплекса. Поред тога, реоксидација FeS протеина ослобађа протон везан за His181 у међумембрански простор.
Други електрон, који је пренет на bL хем, користи се за редукцију  bH хема, који заузврат преноси електрон на убихинон везан на месту Qi Кретање овог електрона је енергетски неповољно, пошто се електрон креће ка негативно наелектрисаној страни мембране. Ово је надокнађено повољном променом EM од −100 mV у BL до +50mV у BH  хему.  Везани убихинон се тако редукује на семихинон радикал. Протон који је преузео Glu272 се затим преноси у водени ланац са водоничном везом док се Glu272 ротира за 170° да би везао водоничну везу са молекулом воде, заузврат водоничним везом за пропионат bL хема.
Пошто последњи корак оставља нестабилан семикинон на месту  Qo , реакција још није у потпуности завршена. Други  Q циклус је неопходан, при чему други пренос електрона са цитокрома бХ редукује семихинон у убихинол. Крајњи производи  Q циклуса су четири протона који улазе у интермембрански простор, два из матрикса и два из редукције два молекула цитокрома c. Редуковани цитохром c се на крају реоксидује комплексом IV. Процес је цикличан јер се убихинол створен на месту Ки може поново користити везивањем за Qo  место комплекса III.